# Jennifer Warnes
Jennifer Warnes (ur. 3 marca 1947 w Seattle) – amerykańska piosenkarka i producentka, znana głównie z piosenki „(I’ve Had) The Time of My Life”, nagranej z Billem Medleyem i umieszczonej na ścieżce dźwiękowej do filmu Dirty Dancing z 1987.

## Życiorys
Wychowała się w Anaheim w Kalifornii, gdzie jej rodzina przeniosła się wkrótce po jej narodzinach. W 1968 roku podpisała kontrakt z Parrot Records i wydała swój debiutancki album. Była częstą bywalczynią telewizyjnego programu komediowego The Smothers Brothers Comedy Hour. W 1972, na mocy umowy z Reprise Records, został wydany jej album Jennifer. W tym samym roku wyruszyła na wspólną trasę koncertową z Leonardem Cohenem. W 1976 roku jej utwór Right Time Of The Night z albumu Jennifer Warnes dotarł do 6. miejsca na liście przebojów tygodnika Billboard. W 1979 wykonywany przez nią utwór It Goes Like It Goes z filmu Norma Rae zdobył Oscara w kategorii najlepsza piosenka, trzy lata później ten sam los spotkał utwór Up Where We Belong, zaśpiewany w duecie z Joem Cockerem na potrzeby melodramatu Oficer i dżentelmen. W 1984 roku wydała album Famous Blue Raincoat z coverami utworów Cohena, w duecie z którym zaśpiewała niektóre z utworów. W 1987 nagrała wraz z Billem Medleyem utwór (I’ve Had) The Time of My Life, umieszczony na soundtracku do filmu Dirty Dancing, nagrodzony Oscarem, Złotym Globem i nagrodą Grammy. Po wydaniu w 2001 roku albumu The Well znacznie rzadziej występowała na scenie, aż do 2018 roku, w którym to ukazał się jej album Another Time, Another Place.

## Dyskografia
- 1968: I Can Remember Everything
- 1969: See Me, Feel Me, Touch Me, Heal Me
- 1972: Jennifer
- 1976: Jennifer Warnes
- 1979: Shot Through The Heart
- 1982: Best of Jennifer Warnes (kompilacja)
- 1986: Famous Blue Raincoat
- 1992: The Hunter
- 2000: Best: First We Take Manhattan (kompilacja)
- 2001: The Well
- 2018: Another Time, Another Place